# 1906 год в кино

## Фильмы

### Мировое кино
- «Загадочный автомобилист»/The «?» motorist, США (реж. Уолтер Буф)
- «Поджигатели (История одного преступления)»/Histoire d’un crime, Франция (реж. Жорж Мельес)
- «Мыльные пузыри»/Les Bulles de savon animées, Франция (реж. Жорж Мельес)
- «Сын дьявола»/ , Франция (реж. Лепин)
- «Четыреста проделок дьявола»/Les Quatre cents farces du diable, Франция (реж. Жорж Мельес)
- «Подлинная история банды Келли»/The Story of the Kelly Gang, Австралия (реж. Чарльз Тейт)

## Знаменательные события
- Открывается первое русское кинопредприятие под руководством Александра Ханжонкова. Основная деятельность — продажа фильмокопий иностранного производства, создание структуры проката.
- Снят первый полнометражный фильм «Келли и его молодцы».
- Снят первый рисованный мультфильм Комические фазы смешных лиц (видео)

## Персоналии

### Родились
- 8 марта — Александр Роу, советский кинорежиссёр-сказочник.
- 5 мая — Николай Ренков, советский кинооператор.
- 24 июня — Ганс Ярай, австрийский писатель, певец, актёр театра и кино.
- 20 сентября — Жан Древиль, французский режиссёр, сценарист и продюсер.
- 14 ноября — Андрей Абрикосов, советский актёр театра и кино, Народный артист СССР.
- 2 декабря — Дональд Вудс, канадско-американский актёр кино и телевидения.